# Eladio Fernández Egocheaga
Eladio Fernández Egocheaga (Oviedo, 23 de abril de 1886-Ciudad de México, 29 de mayo de 1965) fue sindicalista y político español. Miembro de la UGT y del PSOE, llegó a tener un papel destacado como líder sindical en la cuenca minera de Riotinto-Nerva. Durante el período de la Segunda República fue diputado por la provincia de Sevilla. Tras el final de la Guerra Civil se exilió en México, país en que residiría hasta su fallecimiento.

## Biografía
Dependiente de comercio, ingresó en el PSOE con apenas 20 años. Colaboró en La Aurora Social, periódico socialista de Oviedo, desde 1904 y en 1907 se afilió al PSOE. Militante de la Federación Nacional de Dependientes de Comercio, Industria y Banca desde 1906, en 1908 presidió las Juventudes Socialistas de Madrid. En 1910 fue encarcelado durante varios meses, a raíz de lo cual perdió su empleo de dependiente y desde entonces trabajó para el partido y el sindicato hermano. Fue directivo de la Casa del Pueblo de Madrid en 1913. 

### Etapa de Riotinto y Sevilla
Enviado por la UGT a la zona minera de Riotinto, participó en la fundación del Sindicato Minero de Riotinto, del que fue Secretario General entre 1913 y 1919. También dirigió el periódico La Chinche. Tras su llegada a la provincia de Huelva no tardó en convertirse en una figura conocida. En junio de 1913, tras un mitin en la plaza de toros de Nerva que congregó a 15.000 mineros, Egocheaga fue uno de los artífices de la huelga general que paralizó la cuenca minera. Fue detenido por su participación en la misma, a resultas de lo cual sería condenado a 2 años de destierro. Encarcelado de nuevo en 1917 en Huelva por sus actividades sindicales, a finales de ese año se trasladó a Sevilla, donde dirigió La Voz del Pueblo y presidió la Casa del Pueblo. En las elecciones generales de 1918 fue candidato del PSOE por Utrera (Sevilla). Más adelante fue redactor jefe del periódico La República (financiado por Eduardo Barriobero) y desde octubre de 1919 fue redactor de La República Social.
Iniciado en la masonería en 1921 con el nombre de «Aristóteles» perteneció a la logia «Hispanoamericana nº 379» de Madrid, alcanzando el grado 1º.

### Segunda República
Hacia 1930 regresó a Sevilla. Elegido concejal y teniente de alcalde del Ayuntamiento sevillano de 1931 a 1934, fue secretario de la ejecutiva de la Federación Provincial Socialista. En las elecciones generales de junio de 1931 fue elegido diputado por la provincia de Sevilla. En la Cámara formó parte de la Comisión de Marina. Más adelante fue gerente de la Mutua Nacional de Accidentes del Mar y de Trabajo de los Pescadores en el Instituto Social de la Marina de Madrid. Durante la guerra civil fue responsable del Comité Popular de Incautaciones de las entidades productivas de las industrias pesqueras.

### Exilio
Tras el final de la Guerra Civil se exilió en México, donde llegó en julio de 1941. Alineado en el sector negrinista del PSOE, fue expulsado del partido en 1946. En enero de 1952 participó en la constitución del grupo PSOE Agrupación de Socialistas Españoles (Sección México) que presidió Ignacio Ferretjans. Falleció en Ciudad de México el 29 de mayo de 1965.

## Obras
- El derecho a la guerra: primera parte la guerra capitalista. Riotinto, Tipografía La Moderna, 1914.
- La guerra proletaria. Riotinto, Tipografía La Moderna, 1914.
- Andalucía la brava: comedia social. Madrid, Sociedad de Autores Españoles, [191?].